# Abū l-Aswad ad-Duʾalī
Abū l-Aswad ad-Duʾalī (arabisch أبو الأسود الدؤلي, Nasab ظالم بن عمرو بن سفيان بن جندل / Ẓālim b. ʿAmr b. Sufyān b. Ǧandal; selten auch Duʾilī; * um 603; † 688 in Basra im Alter von 85 Jahren) war ein arabischer Lexikograf, Koranleser und Grammatiker. Manche Quellen, insbesondere mittelalterliche arabische Schreiber, bezeichnen ihn als ersten Grammatiker des Arabischen.

## Einflüsse und Werk
Er folgte im Wesentlichen der Lesart des Abū Mūsā al-Aschʿarī, als dessen Schüler er manchmal bezeichnet wird. Ebenso soll ad-Duʾalī bei Abū n-Nudschaid ʿImrān ibn al-Husain al-Chuzāʿī gelernt haben, Schiiten nennen auch ʿAlī ibn Abī Tālib als ad-Duʾalīs Grammatik-Lehrer.
Durch Kontakte zwischen Arabern und Nichtarabern sollen im 7. Jahrhundert mehr und mehr grammatikalische Fehler, auch unter Arabern, aufgetreten sein. ad-Duʾalī sah darin eine Veranlassung eine Grammatik zu verfassen, um den korrekten Gebrauch der Sprache festzulegen – dies betraf nicht zuletzt auch den Koran. Diese neue Wissenschaft wurde zu Beginn bloß العربية / al-ʿarabīya / ‚Arabisch‘ genannt, später النحو / an-naḥw / ‚Methode, Grammatik‘. Hauptsorgen ad-Duʾalīs waren dabei die fehlende Unterscheidbarkeit einiger Zeichen (rasm) und das Fehlen von Zeichen zur Vokalisierung in der arabischen Orthographie jener Zeit und außerdem die Kasusendungen. John A. Haywood erkennt in ad-Duʾalīs Werk sowohl eine religiöse Notwendigkeit als auch eine für die Herrschaft. Manche Autoren sehen in ad-Duʾalī den Entwickler der Vokalpunkte.
Er war Lehrer des Yahyā ibn Yaʿmar und Nasr ibn ʿĀsim al-Laithī, die beide ad-Duʾalīs Grammatik und Punktierungsmethode übernahmen und weiterführten. Nasr wurde bisweilen sogar selbst ad-Duʾalī genannt.

## Abseits der Wissenschaft
ad-Duʾalī soll bei der Schlacht von Siffin an der Seite ʿAlī ibn Abī Tālibs gekämpft haben, als dessen enger Gefolgsmann er gilt. Das arabische Sprichwort الجار قبل الدار / al-ǧāru qabla d-dār / ‚der Nachbar kommt/ist vor dem Haus‘ soll von ad-Duʾalī stammen, der in Streit mit einem Nachbarn war und schließlich sein Haus verkaufte.